# 쿠니츠가미: 패스 오브 더 가디스
《쿠니츠가미: 패스 오브 더 가디스》는 캡콤이 개발하고 배급한 2024년 액션 전략 게임이다. 마이크로소프트 윈도우, 플레이스테이션 4, 플레이스테이션 5, 엑스박스 원 및 엑스박스 시리즈 X/S 플랫폼으로 제작돼 2024년 7월 19일 발매됐다.
플레이어는 호위무사 소우를 조종해 무녀 요시로를 보호하고 '케가레'를 격퇴해 산속마을을 수호해야 한다. 밤낮으로 게임플레이가 교체되는 것이 특징이다.

## 개발 및 출시
《쿠니츠가미: 패스 오브 더 가디스》는 《바이오하자드》와 《데빌 메이 크라이》를 담당한 캡콤개발제1부가 개발했다.

### 내용주
1. ↑  영어: Kunitsu-Gami: Path of the Goddess

### 참조주
1. ↑  Ngan, Liv (2023년 6월 14일). “Capcom give us some more breadcrumbs on the gorgeous Kunitsu-Gami: Path Of The Goddess”. 《Rock, Paper, Shotgun》. 2024년 6월 8일에 확인함.